# Peter Lely
Peter Lely (Soest, 14 de setembro de 1618 – Londres, 30 de novembro de 1680) foi um pintor de origem holandesa, que exerceu sua profissão, na maior parte do tempo, na Inglaterra, onde se tornou o pintor oficial da corte real.

## Biografia
Peter Lely recebeu o nome de Pieter van der Faes ao nascer em Soest, Vestfália, seu pai foi um oficial de serviço das forças armadas do Eleitor de Brandemburgo. Lely estudou pintura em Haarlem, onde foi apresentado a Pieter de Grebber, um mestre da Guilda de São Lucas de Haarlem em 1637. Ele é famoso por ter adotado o sobrenome “Lely” (escrito, algumas vezes, também como “Lilly”, em inglês “lily” significa “lírio” ou “imaculado”) do jardim da casa onde seu pai nasceu.
Ele chegou em Londres por volta do ano 1641, que foi marcado pela morte de Anthony van Dyck em dezembro. Suas primeiras pinturas no país inglês, muitas delas carregadas de significados mitológicos ou religiosos ou retratos de pessoas em paisagens de campo, mostram a influência de van Dyck e do barroco holandês em seu estilo. Os retratos de Lely foram bem recebidos pOs retratos de Lely foram bem recebidos pela crítica e o fizeram suceder van Dyck no posto de retratista inglês mais moderno. 
No entanto, ele se tornaria um cidadão de estado livre somente em 1647, quando foi reconhecido pela Painter-Stainers’ Company ao ser o retratista particular do rei Carlos I. Seu talento assegurou que sua carreira não fosse interrompida pela execução de Charle, de forma que Peter Lely passou a servir Oliver Cromwell, Lorde Protetor da Inglaterra, e Richard Cromwell. Ao primeiro pintou retratos sem mascarar defeitos de pele, tática muito usada por nobres da época. Em meados dos anos 1650 o poeta sir Richard Lovelace escreveu dois poemas sobre Lely – “Peinture” e “See what a clouded majesty...”.

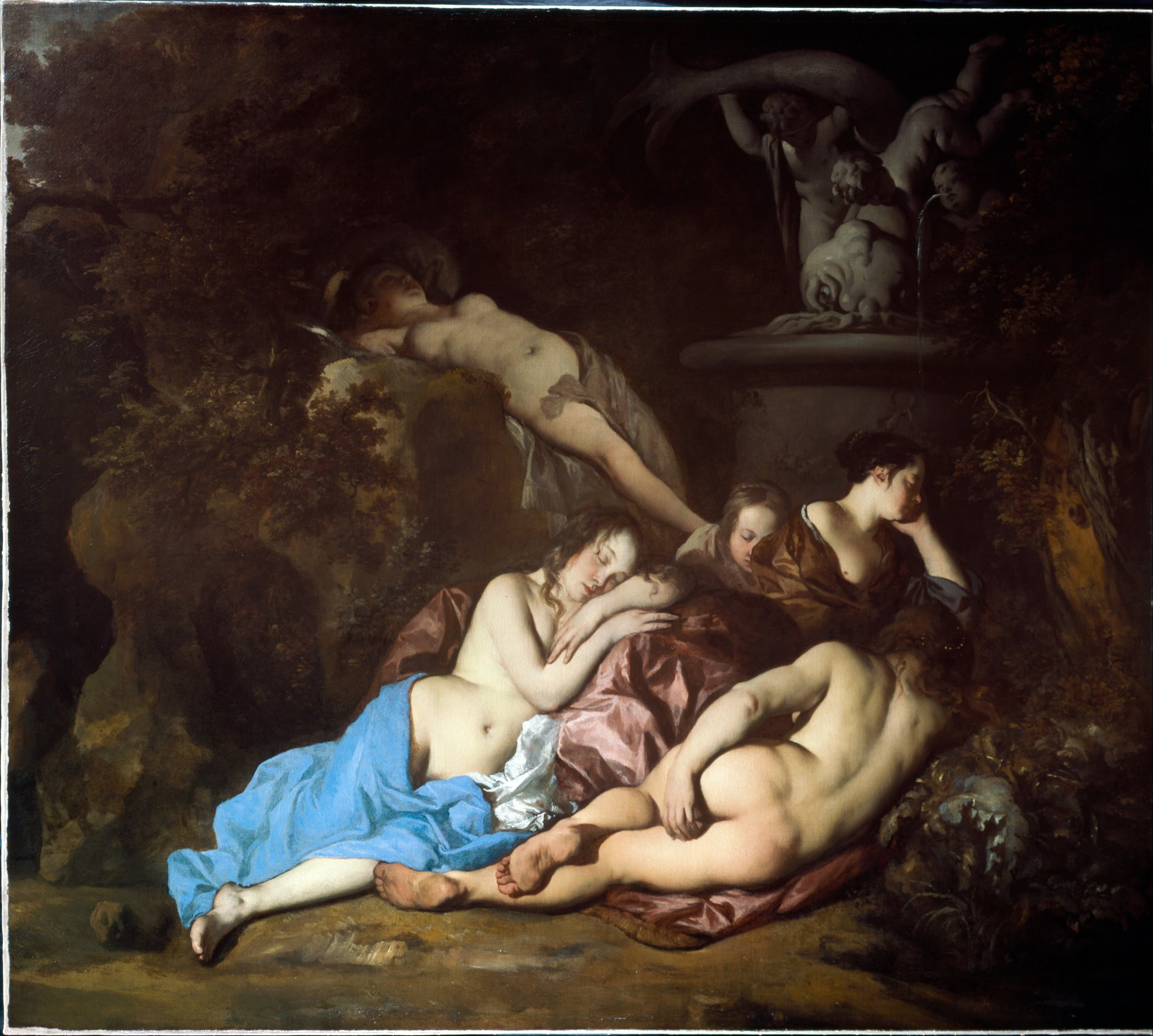
Ninfas em uma fonte.

Depois da Revolução Inglesa, em 1660, Lely foi indicado e promovido para Principal Pintor Ordinário do rei Charles II. Seu salário era de duzentas libras por ano, assim como van Dyck havia recebido no reino do antecessor Stuart. Lely adquiriu a nacionalidade inglesa em 1662.
A demanda de serviço era grande, de forma que Lely e sua grande oficina tinham de ser prolíficos. Enquanto Peter Lely pintava uma cabeça solta, seus pupilos foram treinados a completar o retrato pintando o resto do corpo. Devido a isso Lely foi o primeiro pintor inglês que deixou uma enorme quantidade de trabalho, apesar de as peças d, serem variáveis. Entre estas mais famosas, há uma série de dez retratos de jovens moças da corte real conhecida como “Windsor Beauties” (do inglês, “Belezas do Windsor”, nome do castelo da realeza da Inglaterra). Uma coleção similar de doze dos mais admiráveis capitães que lutaram na Segunda Guerra Anglo-Holandesa, conhecida como a batalha naval dos “Flagmen of Lowestoft” (algo como “Porta-bandeiras de Lowestoft”, em alusão à cidade de Lowestoft, onde ocorreu o conflito). “Susana e os anciãos” também foi pintada nesta época. É provável que seu trabalho que não seja um retrato mais famoso são as “Ninfas em uma fonte” (foto à direita).

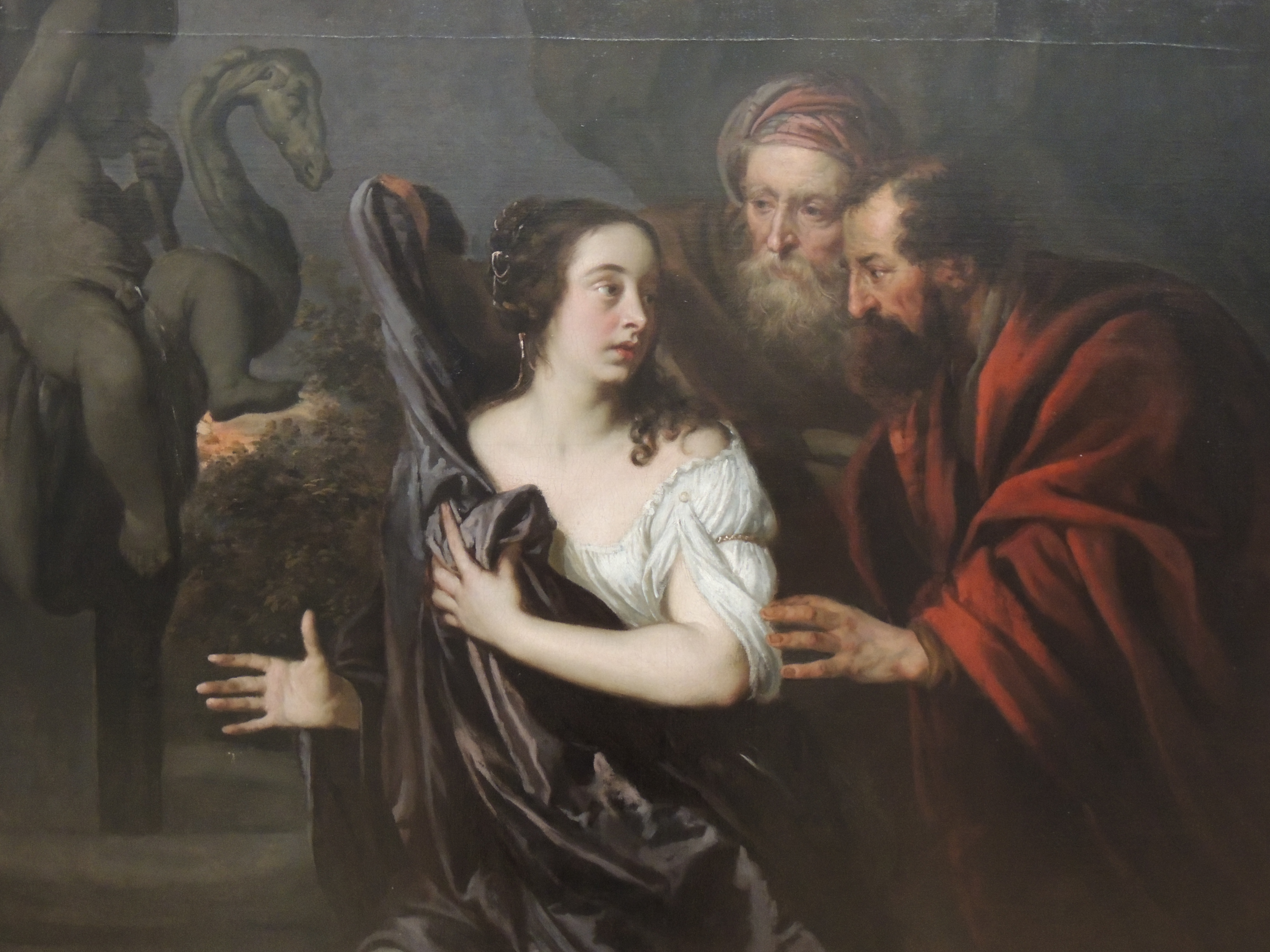
Susana e os anciãos.

Lely desempenhou um significante papel ao introducir a “meso-tinta” no Reino Unido, visto que isso possibilitou aumentar a publicidade de seus retratos. A “meso-tinta” na verdade é um processo que utiliza chapas de metal impressas com um molde da figura pretendida embebida em tinta, uma maneira rápida e precisa de reproduzir as pinturas. Assim, Peter Lely encorajou os “meso-tinteiros” holandeses a virem para a Grã-Bretanha para copiar seu trabalho. Essa iniciativa lançou a base da tradição inglesa no uso de “meso-tinta”.
Peter Lely foi condecorado como cavaleiro em 1680. Logo depois da homenagem, Lely morreu sobre seu cavalete no Covent Garden (um distrito da cidade inglesa de Westminster) enquanto pintava um retrato da duquesa de Somerset. Seu corpo foi enterrado na igrega de St Paul's, no mesmo bairro onde veio a falecer.
Sua coleção de pinturas de grandes mestres e um apanhado de desenhos considerado pelos críticos como “fabuloso” foi dividido e vendido após sua morte, arrecadando a imensa quantia de mais de 26 mil libras. Alguns destes itens haviam sido adquiridos por Lely através da coleção do rei Carlos I.
Seu sucessor no posto de retratista oficial da corte inglesa foi o  Godfrey Kneller, também um germânico nascido na Holanda. Apesar de ter extraído e copiado o estilo de desenho de Lely, Kneller acabou refletindo, mais tarde, tendências do continente. Foram estes dois que estabeleceram a fundação básica do estilo do retrato inglês, seguido por outros pintores não tão inovadores por várias décadas posteriores.

## Rubem presenteia Lea com mandrágoras
A pintura Rúben presenteia Lea com mandrágoras, concebida em 1640 por Lely foi recentemente identificada como uma das poucas obras de paisagens que sobreviveu dos trabalhos de Lely, neste caso a cena de uma narrativa bíblica. Foi uma das obras responsáveis por alavancar sua carreira na Inglaterra, que culminaria no posto de pintor oficial da Corte de Carlos II.
A paisagem descreve um episódio do livro bíblico de Gênesis envolvendo Raquel e Lea, as duas principais esposas de Jacó. Ao centro, o jovem Rúben é mostrado trazendo uma raízes de mandrágoras para sua mãe, Lea. Entre eles está Raquel, esposa preferida de Jacó, porém, estéril. As raízes foram solicitadas por acreditar-se que estimulariam a gravidez. Mais tarde Raquel permitiria que Lea passasse uma noite com seu marido.

## Galeria

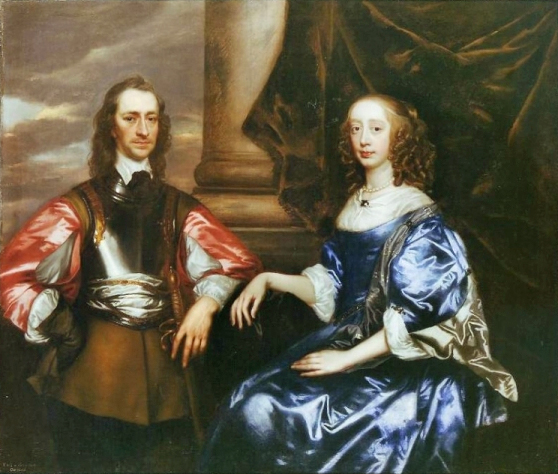
Conde e Condessa de Oxford.
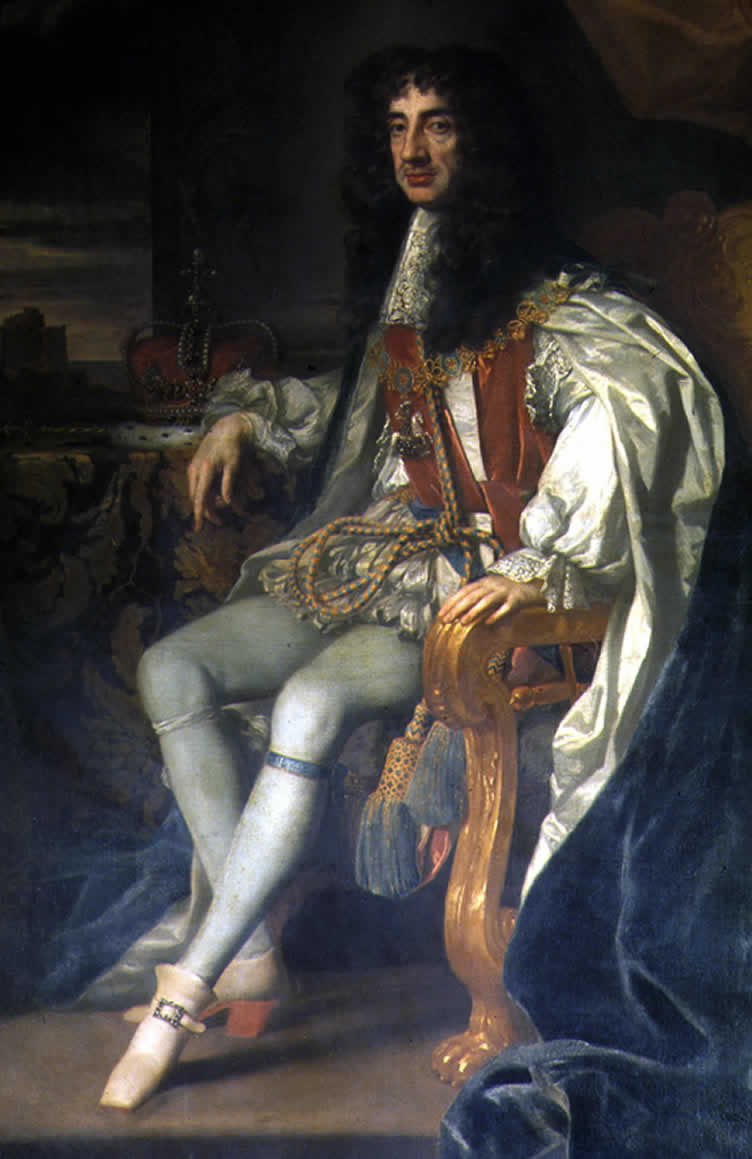
Retrato do rei Carlos II da Inglaterra.
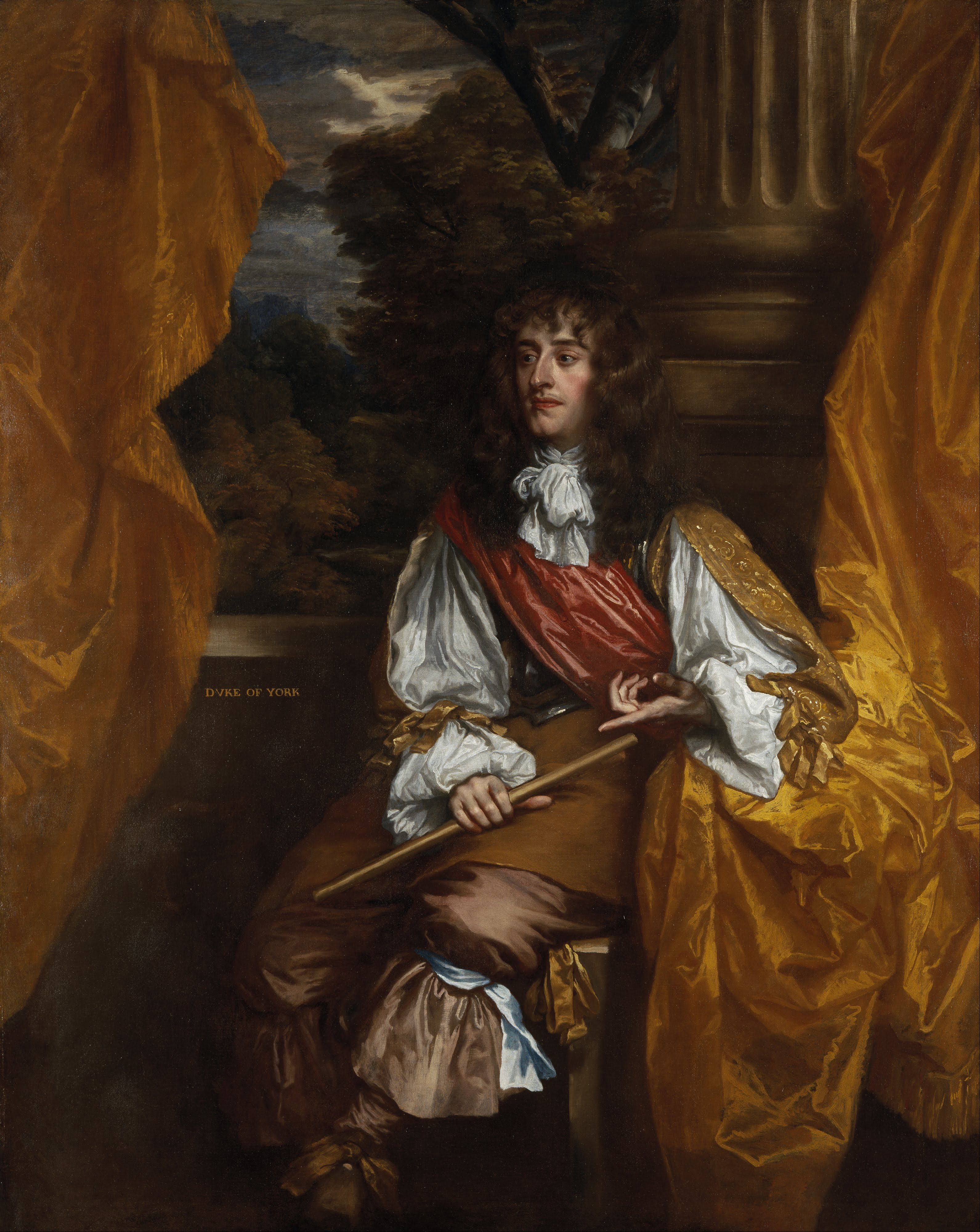
Rei Jaime II da Inglaterra.
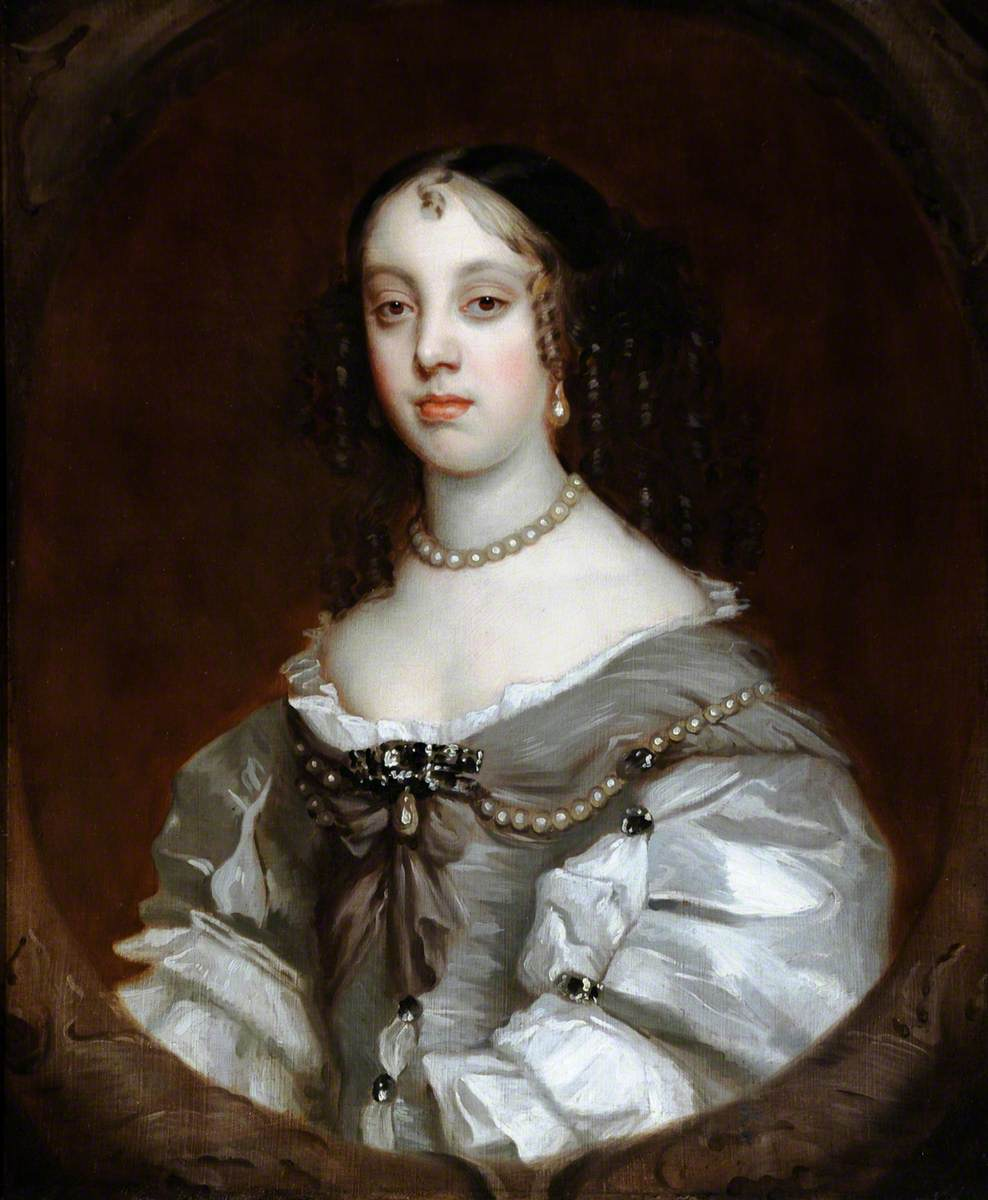
Rainha Catarina de Bragança.
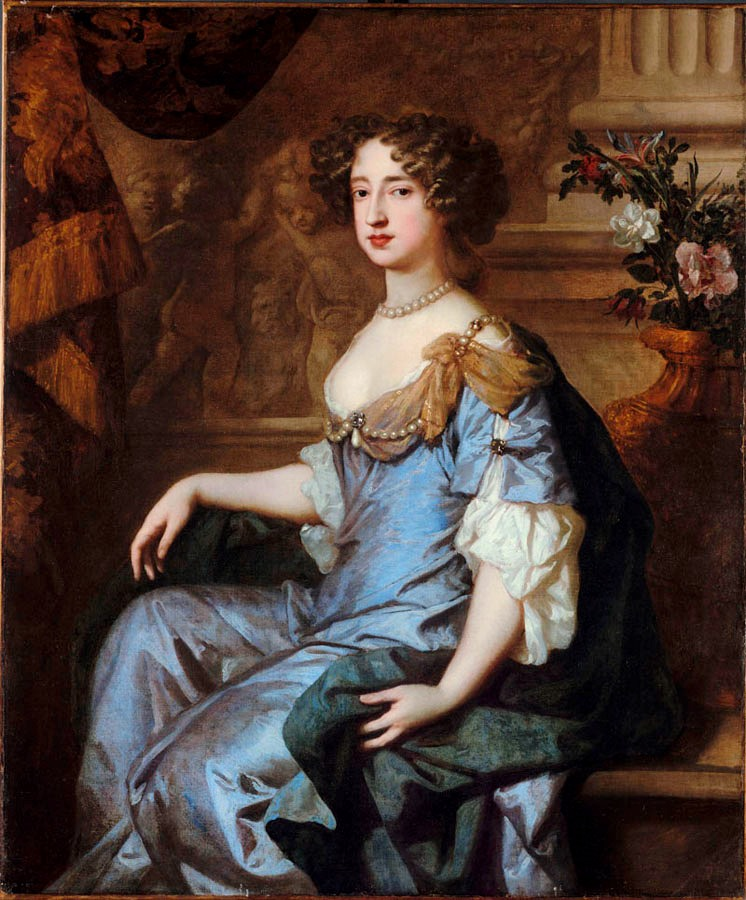
Rainha Maria II da Inglaterra.
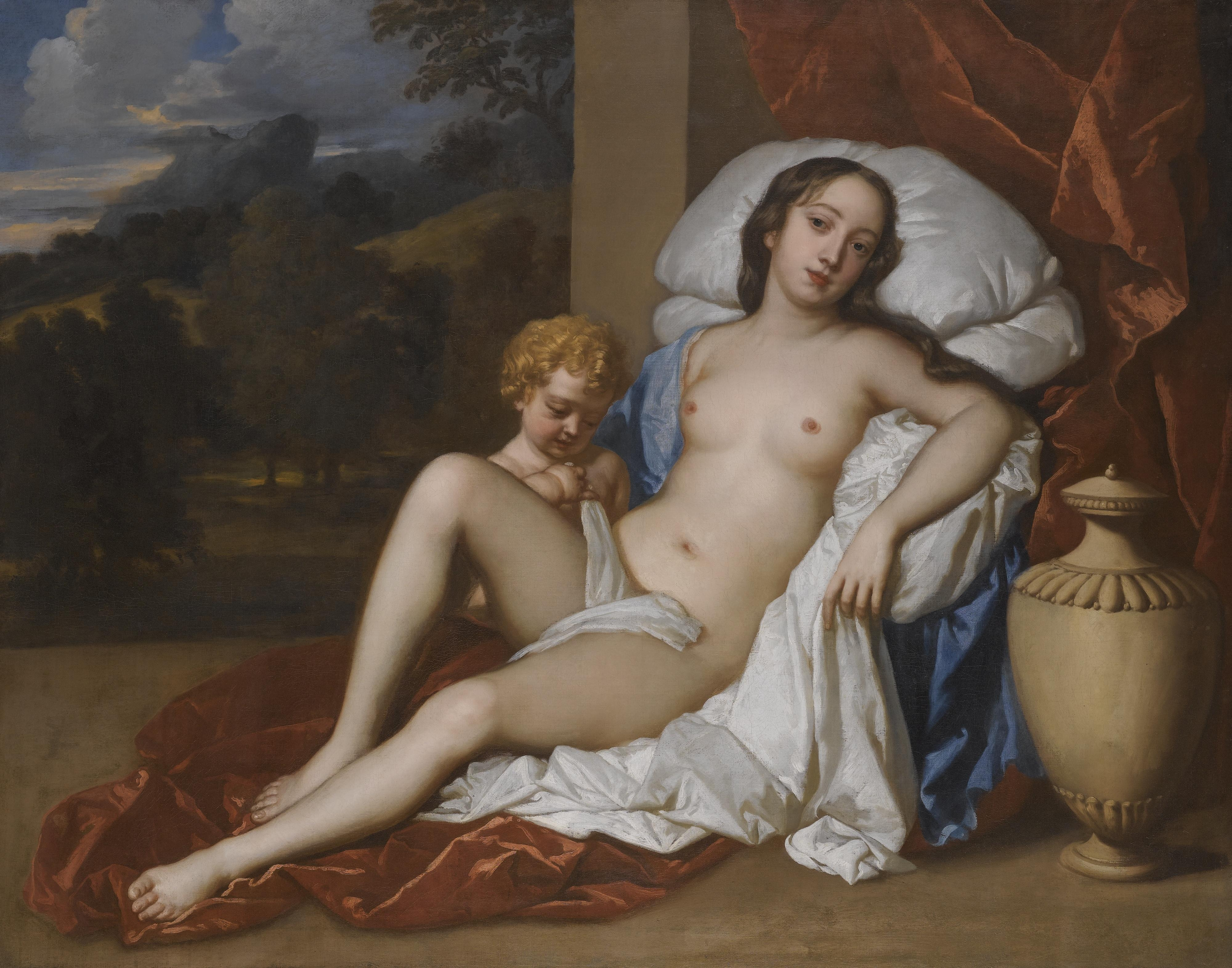
Nell Gwyn, amante do rei Carlos II.
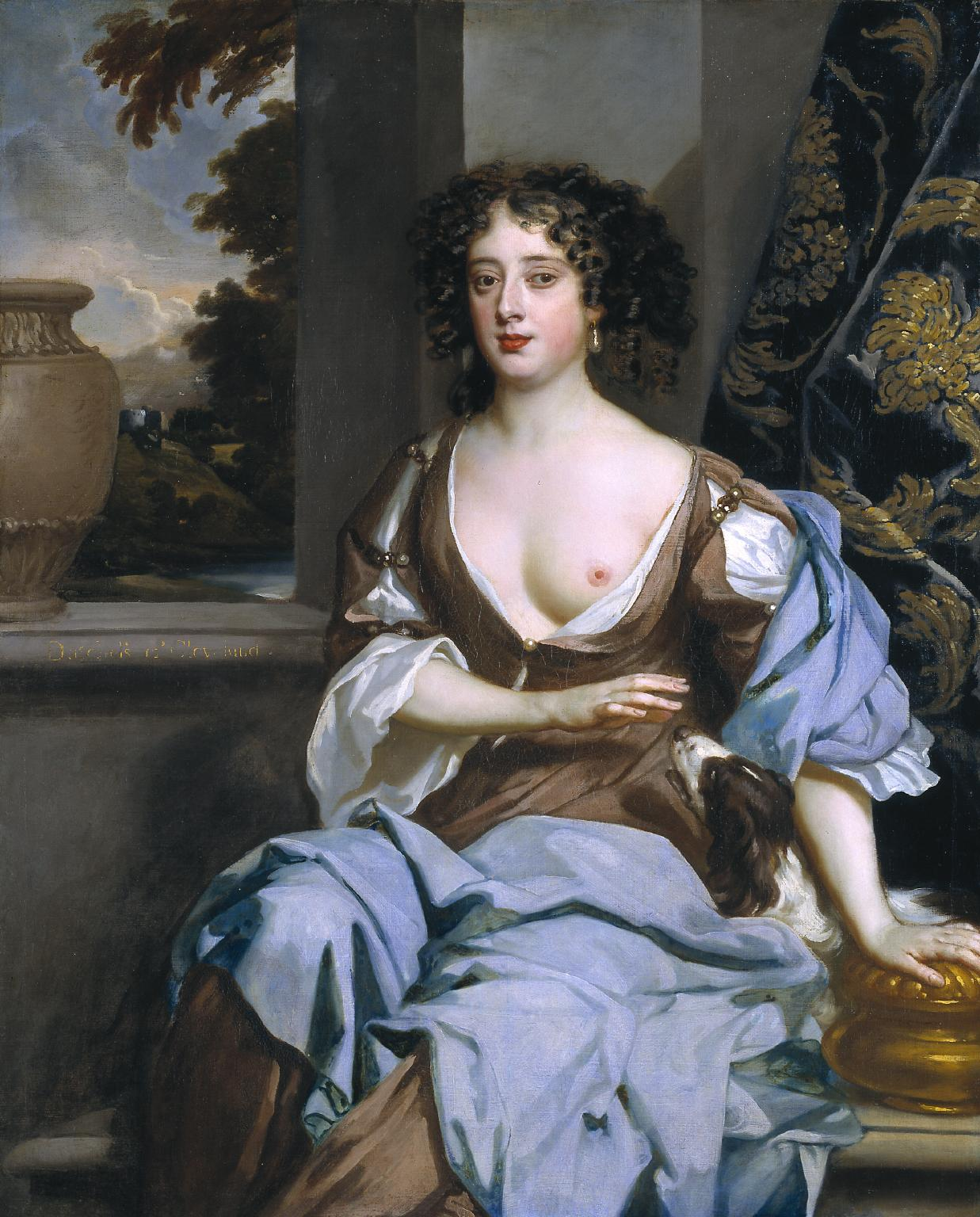
Retrato de Barbara Palmer, amante do rei Carlos II.
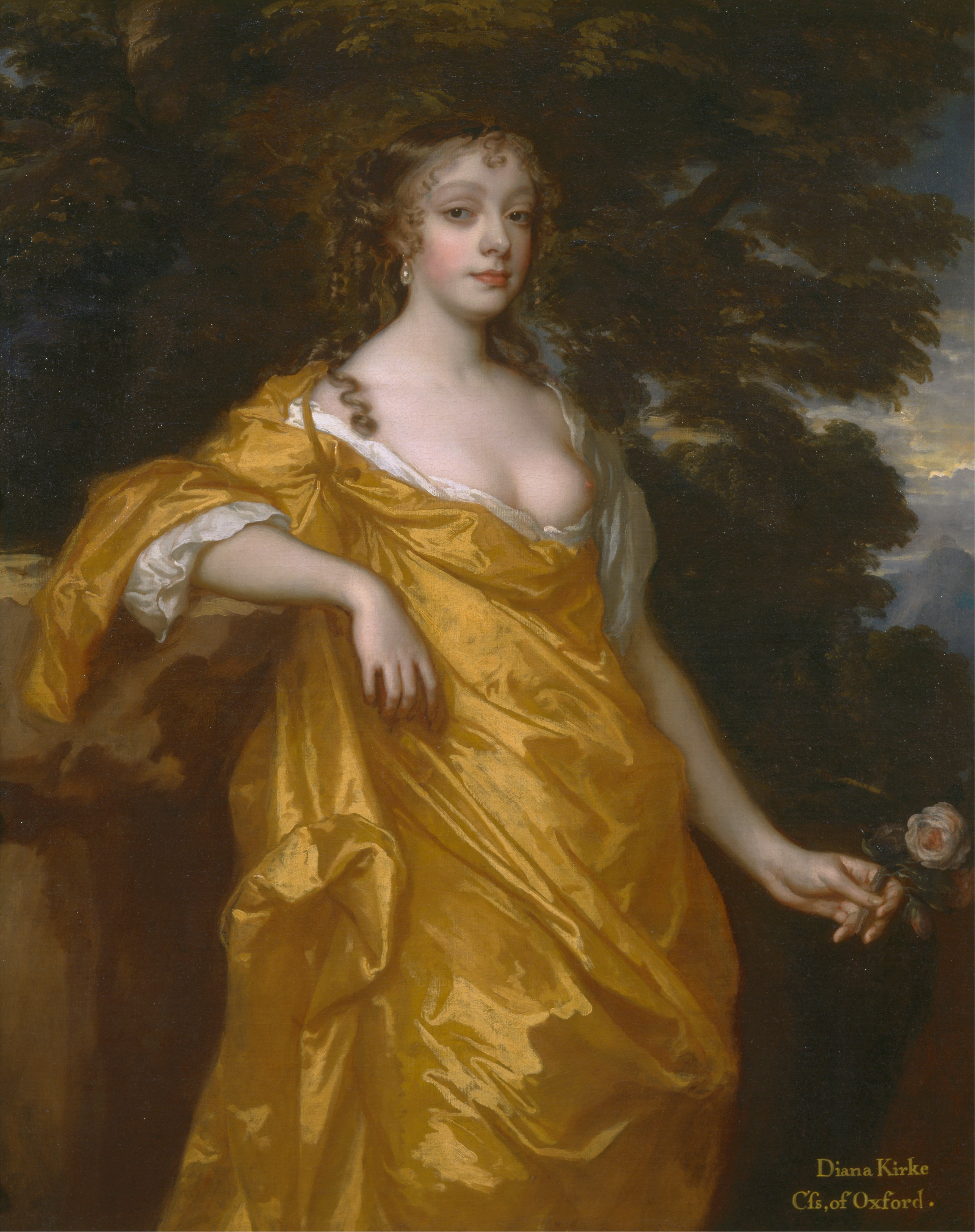
Diana Kirke, Condessa de Oxford, 1665.
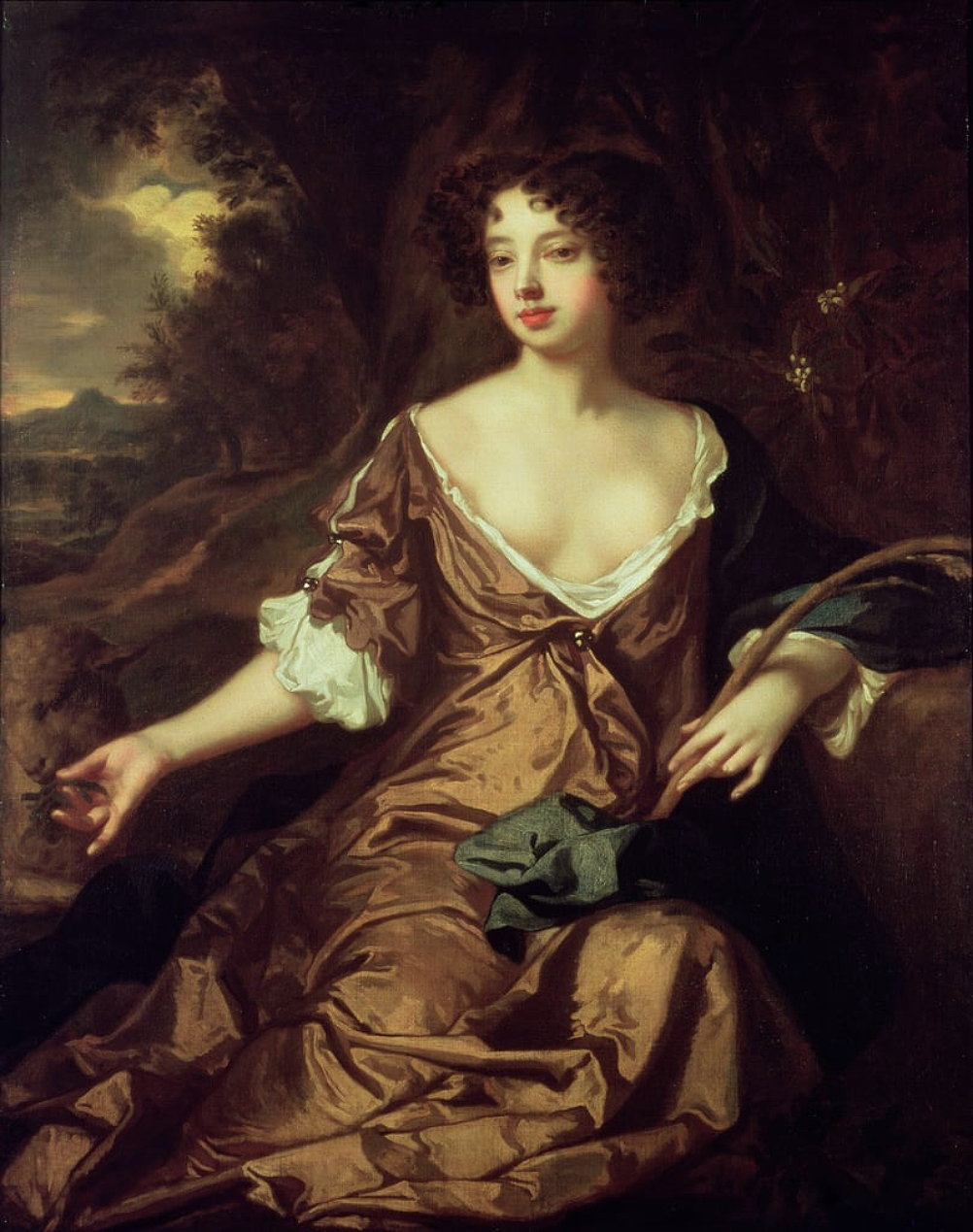
Henriette de Kerouaille, Condessa de Pembroke.
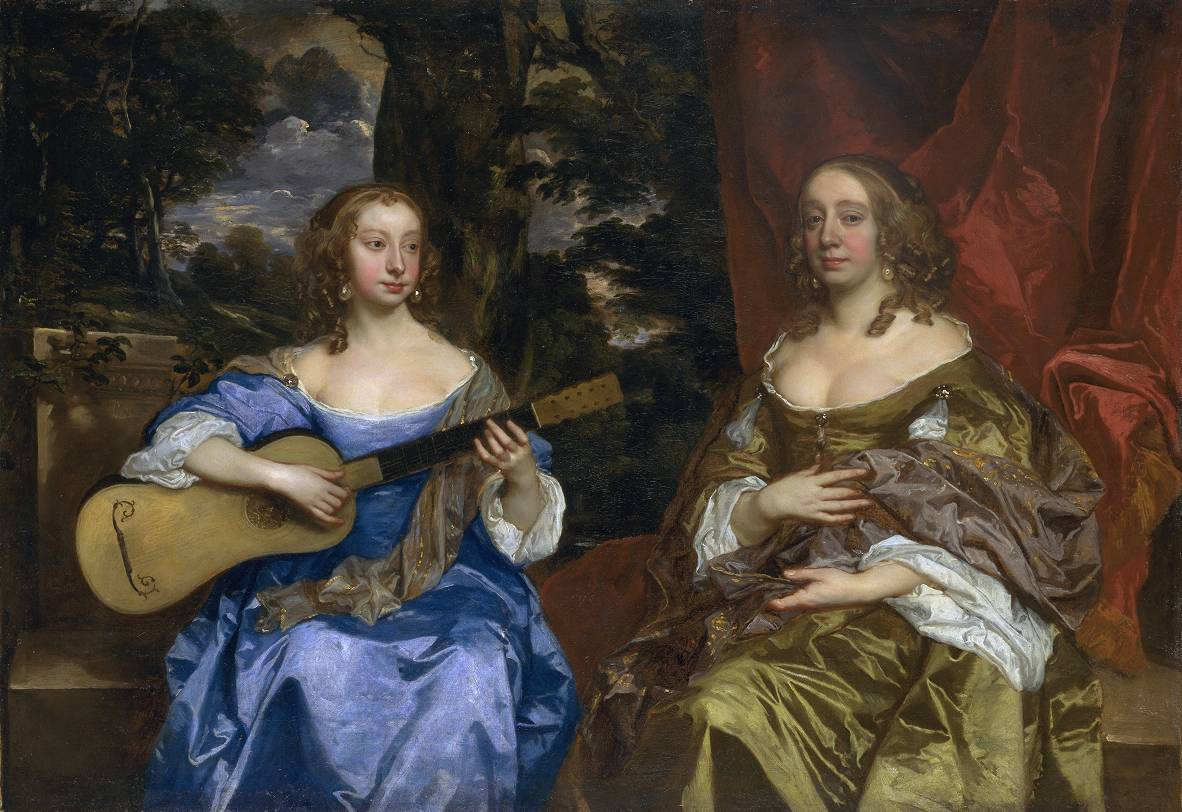
Duas senhoras da família Lake, 1650.
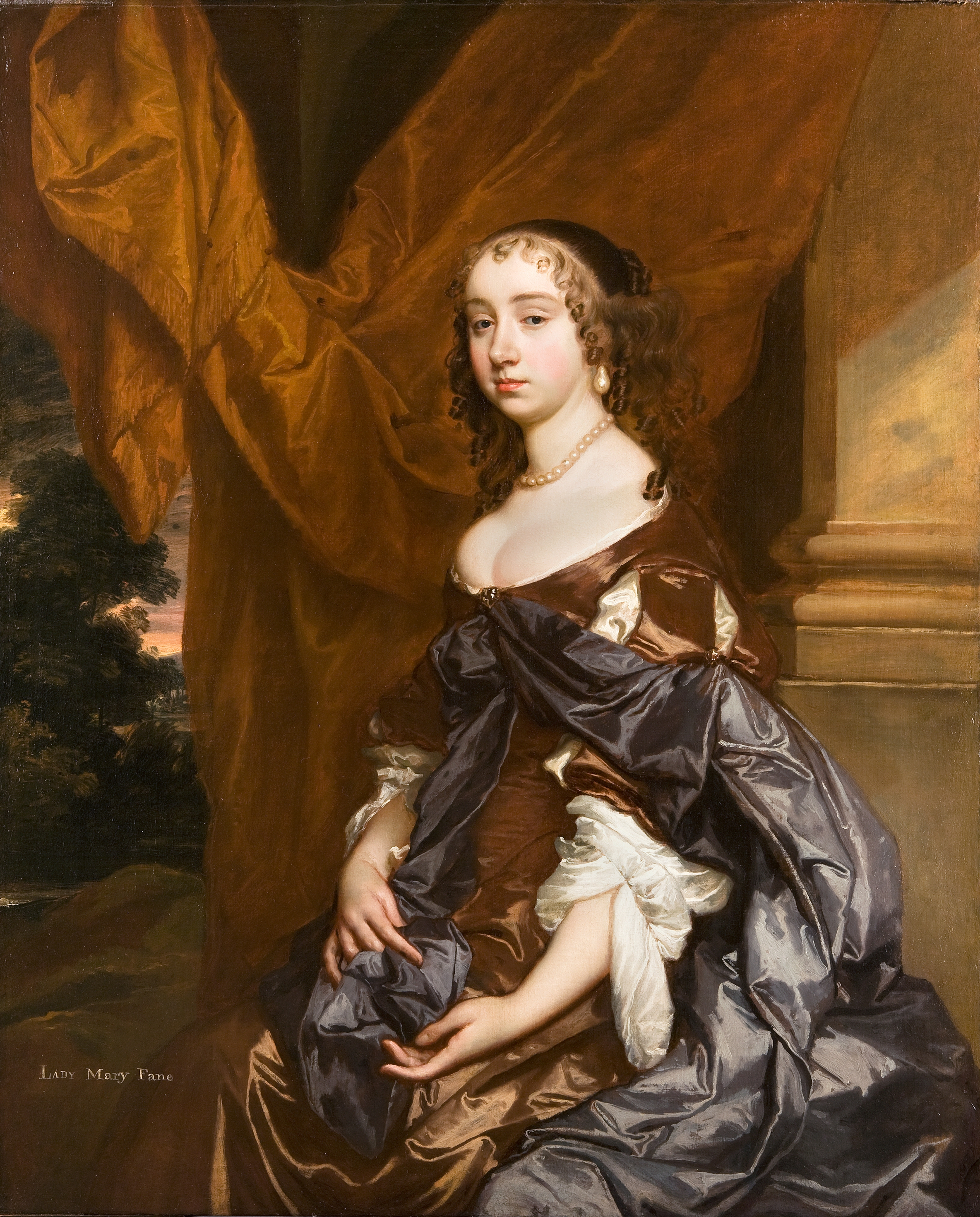
Lady Mary Fane.
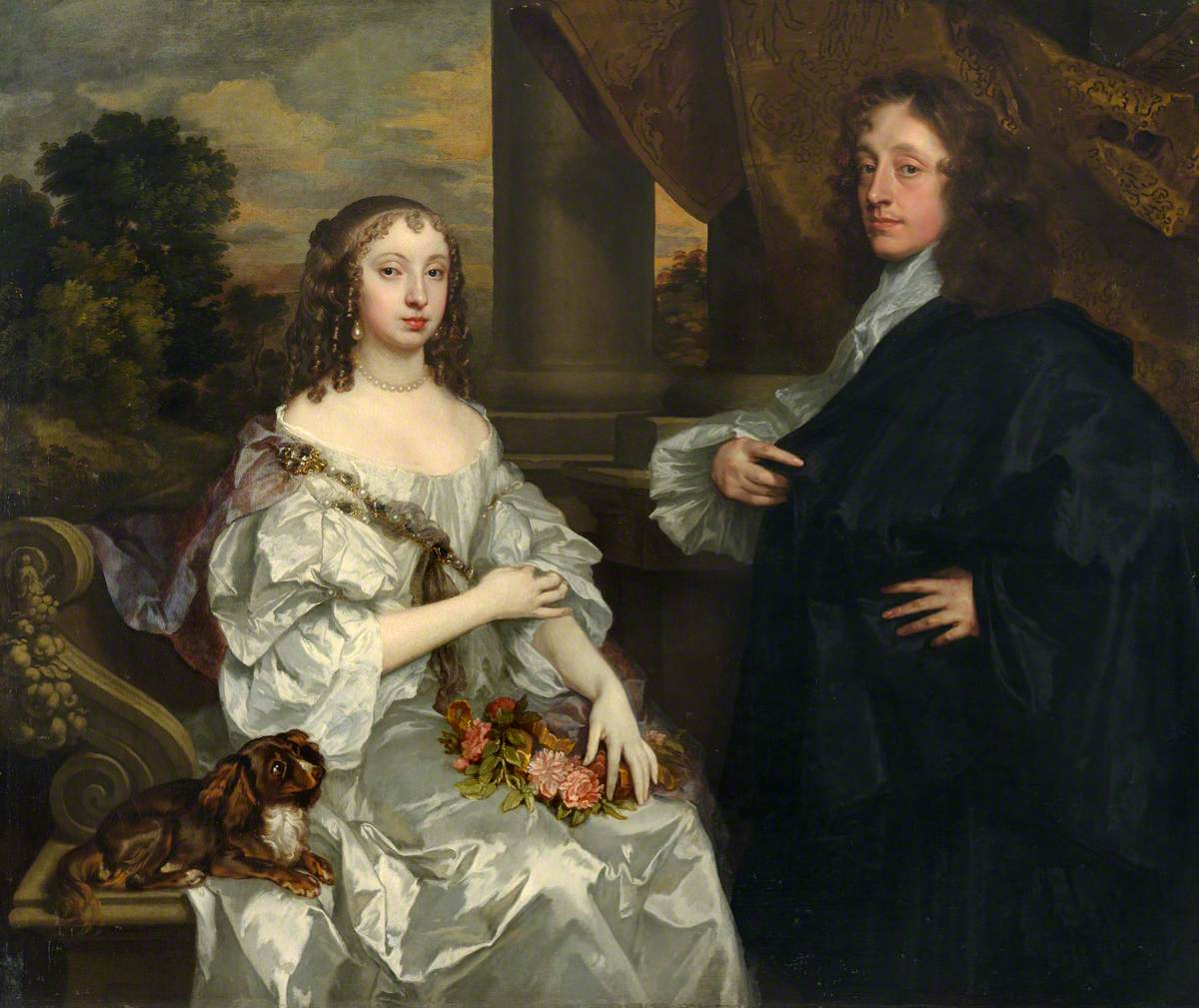
Sir Thomas Fanshawe de Jenkins e sua esposa Margaret
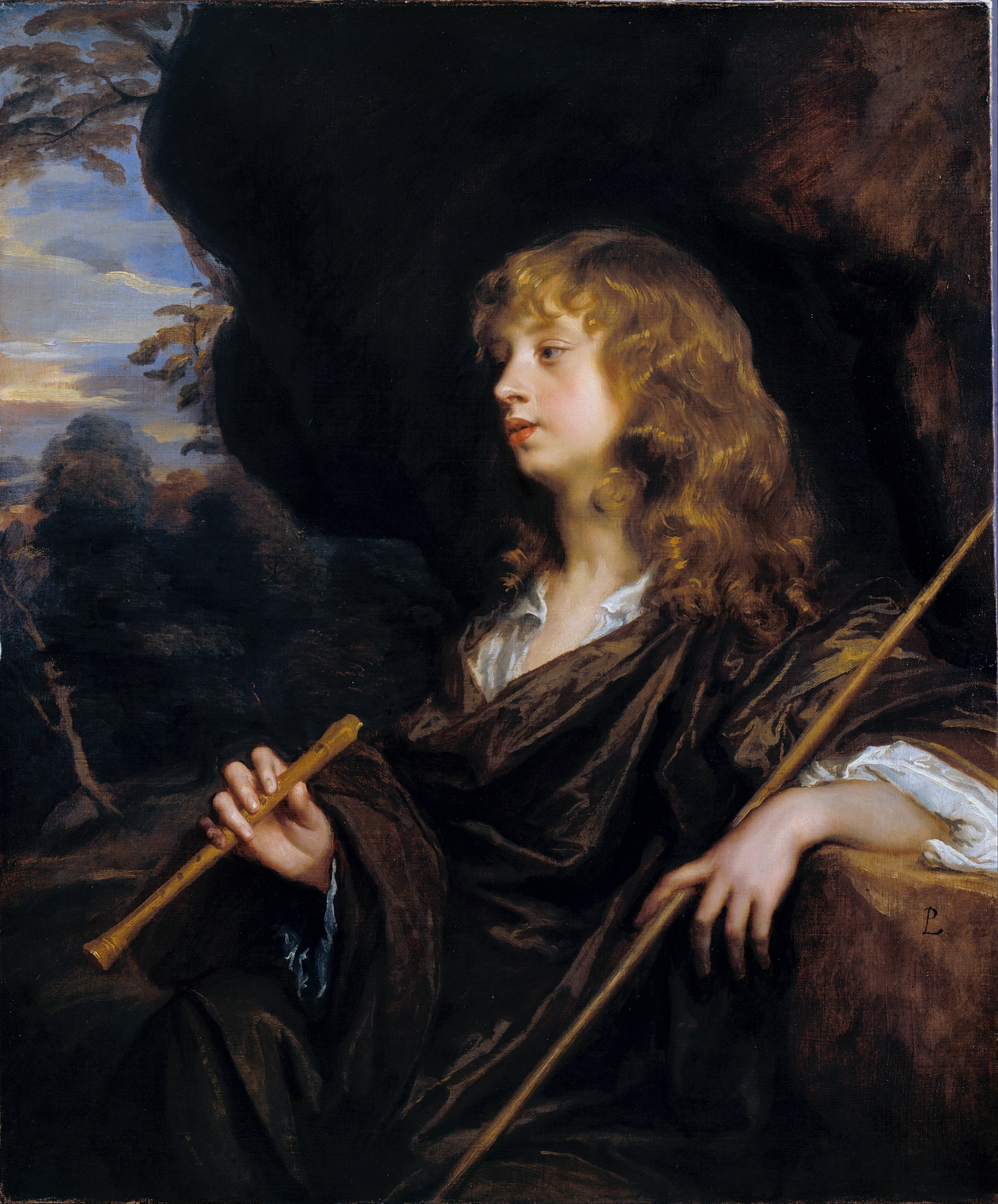
Um menino como pastor
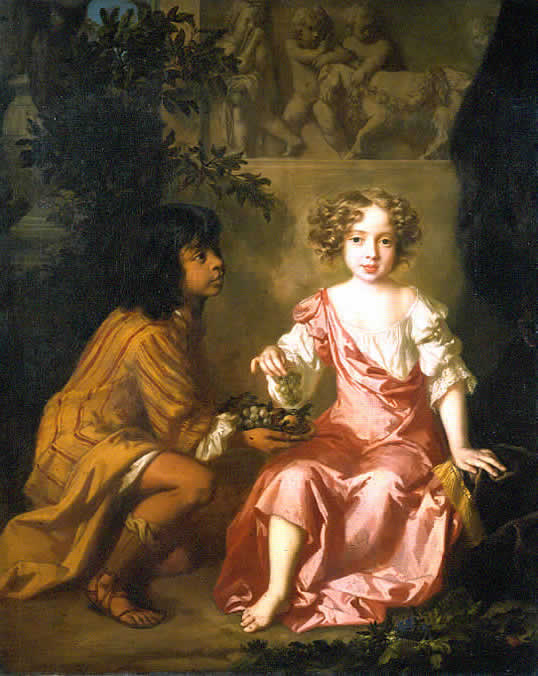
Retrato de Charlotte Lee, Condessa de Lichfield 1674